# Dschalāl ad-Dīn al-Mahallī
Dschalāl ad-Dīn al-Mahallī (arabisch جلال الدين المحلي, DMG Ǧalāl ad-Dīn al-Maḥallī; geb. 1389 in Kairo; gest. 1459 in Kairo), auch in der Schreibung Jalaluddin al-Mahalli u. a., war ein ägyptischer islamischer Gelehrter und Koranexeget der schafi'itischen Rechtsschule (madhhab).

## Leben und Wirken
Dschalāl ad-Dīn al-Mahalli wurde 1389 in Kairo geboren. Seinen Lebensunterhalt verdiente er als Händler. Er ist Verfasser von Werken über Recht (fiqh), Auslegung des Korans und Rechtstheorie (usul al-fiqh), darunter ein Kommentar zu al-Dschuwainīs al-Waraqam, einem kurzen Handbuch zu den Quellen der Rechtswissenschaft (arabisch أصول الفقه usul al-fiqh, DMG uṣūlu ʾl-fiqh). Das klassische sunnitische Werk Tafsīr al-Dschalālain (arabisch تفسير الجلالين, DMG tafsīr al-ǧalālain ‚Tafsīr der beiden Dschalāl‘; auch in der Schreibung Tafsīr al-Jalālayn u. a.) wurde von ihm begonnen und nach seinem Tod von seinem Schüler Dschalāl ad-Dīn as-Suyūtī (1445–1505) abgeschlossen. Dieses berühmte Tafsīr-Werk ist in verschiedenen Ausgaben erschienen. Dschalāl ad-Dīn al-Mahalli starb 1389 in Kairo.

## Werke (Auswahl)
- Sharḥ al-Waraqāt fī uṣūl al-fiqh
- Tafsīr al-Dschalālain

Ausgaben:
- 'Abd al-Qādir al-Arnā'ūṭ und Aḥmad Khālid Shukrī. Damaskus und Beirut: Dār Ibn Kathīr, 1998
- ältere Kairiner Ausgabe (Būlāq, 1863)

Übersetzungen
- Englische Übersetzung von Feras Hamza. Edited with an Introduction by Ghazi bin Muhammad bin Talal. Königliche Aal-al-Bayt-Institut für islamisches Denken (Royal Aal al-Bayt Institute for Islamic Thought), Amman, Jordanien 2007

- Tafsīr al-Jalālayn: Complete English Translation by Aisha Bewley (Jalālu'd-Din al-Mahalli, Jalālu-d-Din as-Suyuti) Abdalhaqq Bewley, Muhammad Isa Waley (eds.), Dar al Taqwa Ltd., 2008,  ISBN 1-870582-61-6.